# Rians (Var)
Rians is een gemeente in het Franse departement Var (regio Provence-Alpes-Côte d'Azur) en telt 4127 inwoners (2005). De plaats maakt deel uit van het arrondissement Brignoles.

## Geografie
De oppervlakte van Rians bedraagt 97,1 km², de bevolkingsdichtheid is 42,5 inwoners per km².
De onderstaande kaart toont de ligging van Rians (Var) met de belangrijkste infrastructuur en aangrenzende gemeenten.

## Demografie
Onderstaande figuur toont het verloop van het inwonertal (bron: INSEE-tellingen).